# Dvorecký mlýn
Dvorecký mlýn (též Dvorský mlýn nebo Hofrův mlýn, německy Hofermühle) je zaniklý vodní mlýn, osada a název blízkého svahu ve vojenském újezdu Libavá. Ruiny budov mlýna a přilehlých budov se nacházejí na pravém břehu Plazského potoka (pravostranný přítok řeky Odry), jihovýchodovýchodně pod kopcem U spáleného v Oderských vrších (části pohoří Nízký Jeseník) v okrese Olomouc v Olomouckém kraji. Vzhledem k tomu, že místo se nachází ve vojenském prostoru, tak je, mimo vyhrazené dny v roce, nepřístupné.

## Historie osady
Dvorecký mlýn byl součástí zaniklé vesnice Milovany.
V roce 1930 byl mlynářem na mlýně p. Muck a mlýn měl 2 vodní kola na vrchní vodu. Zánik mlýna je spojen s vysídlením německého obyvatelstva z Československa r. 1946 a následným vznikem vojenského výcvikového prostoru.

## Příroda
Krajina Dvoreckého mlýna, patří do Ptačí oblasti Libavá a EVL Libavá systému Natura 2000. Dvorecký mlýn je místem výskytu plachého bobra evropského, který u mostu u vojenské silnice staví bobří hráze na Plazském potoce.
Biologicky významné jsou také meandry a mokřady Plazského potoka.
Jižním směrem od Dvoreckého mlýna je soutok Plazského potoka s Milovanským potokem.

## Další informace
Dvorecký mlýn je přístupný po polních cestách a ruiny budov osady se nachází po obou stranách přístupové cesty.
Po směru toku proudu Plazského potoka se nachází Čermenský mlýn a Plazský mlýn.

## Galerie

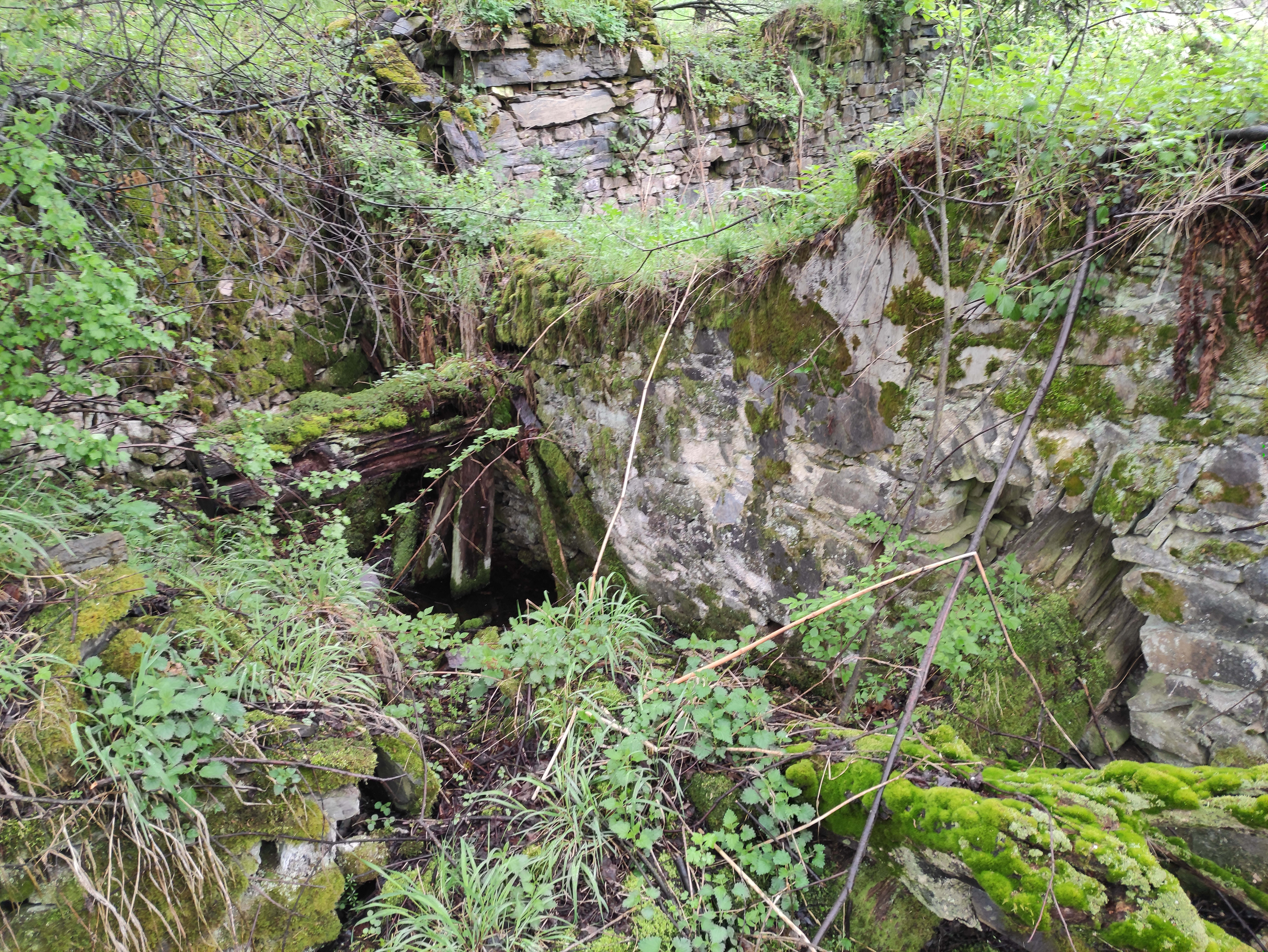
Místa pro hřídele vodních kol
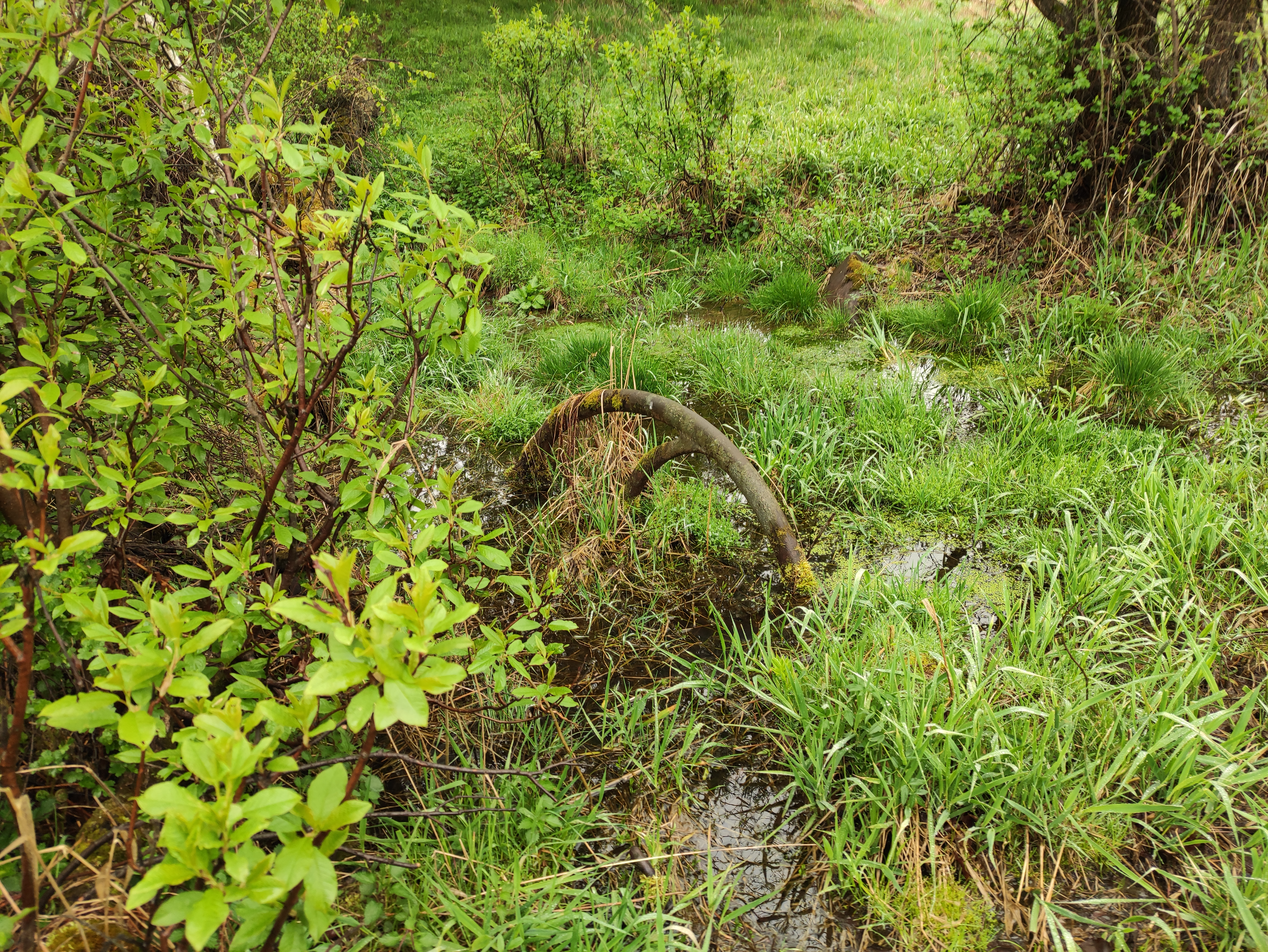
Litinové kolo v mokřadu, poblíž náhonu mlýna
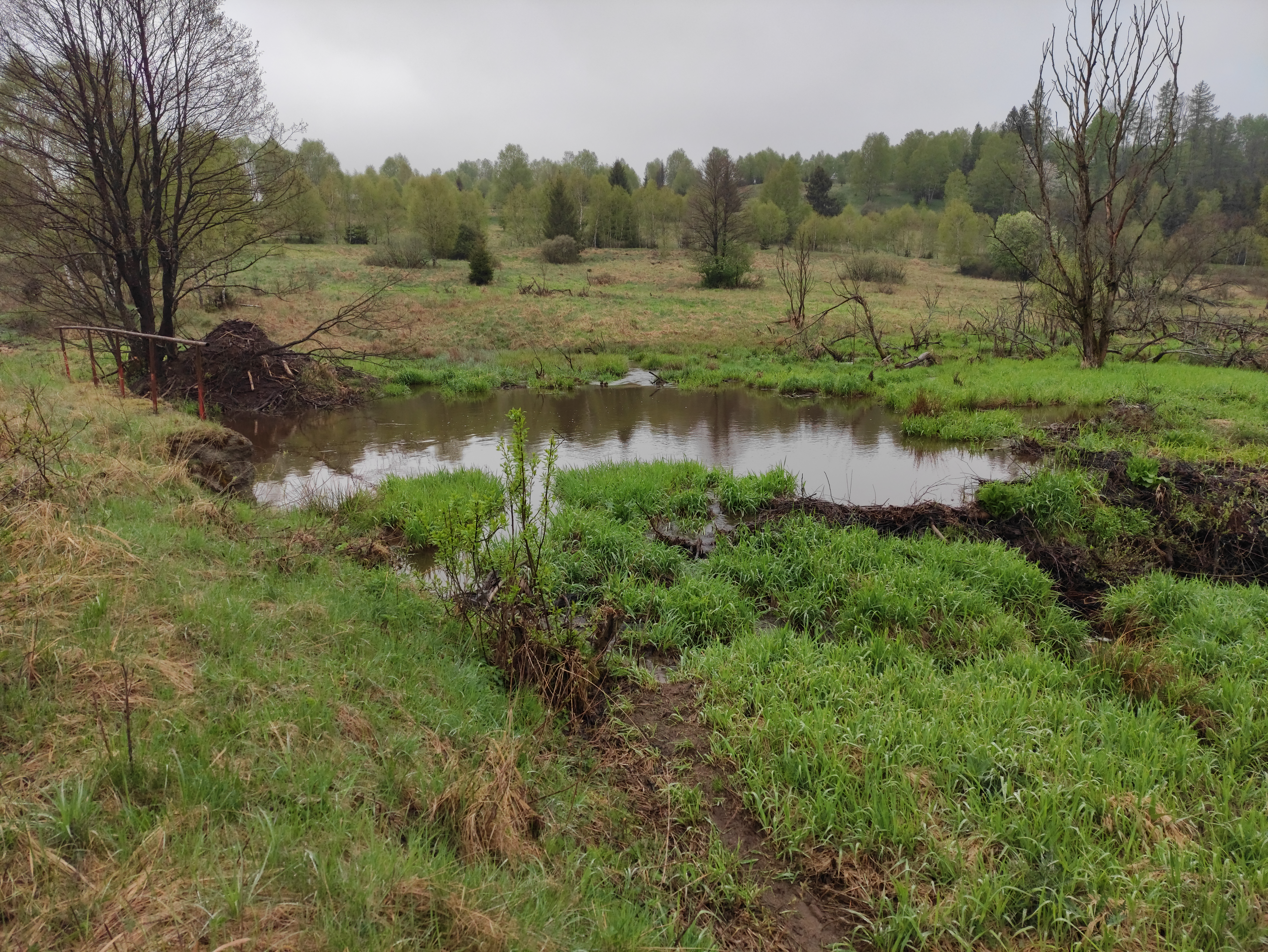
Bobří hráz, Dvorecký mlýn
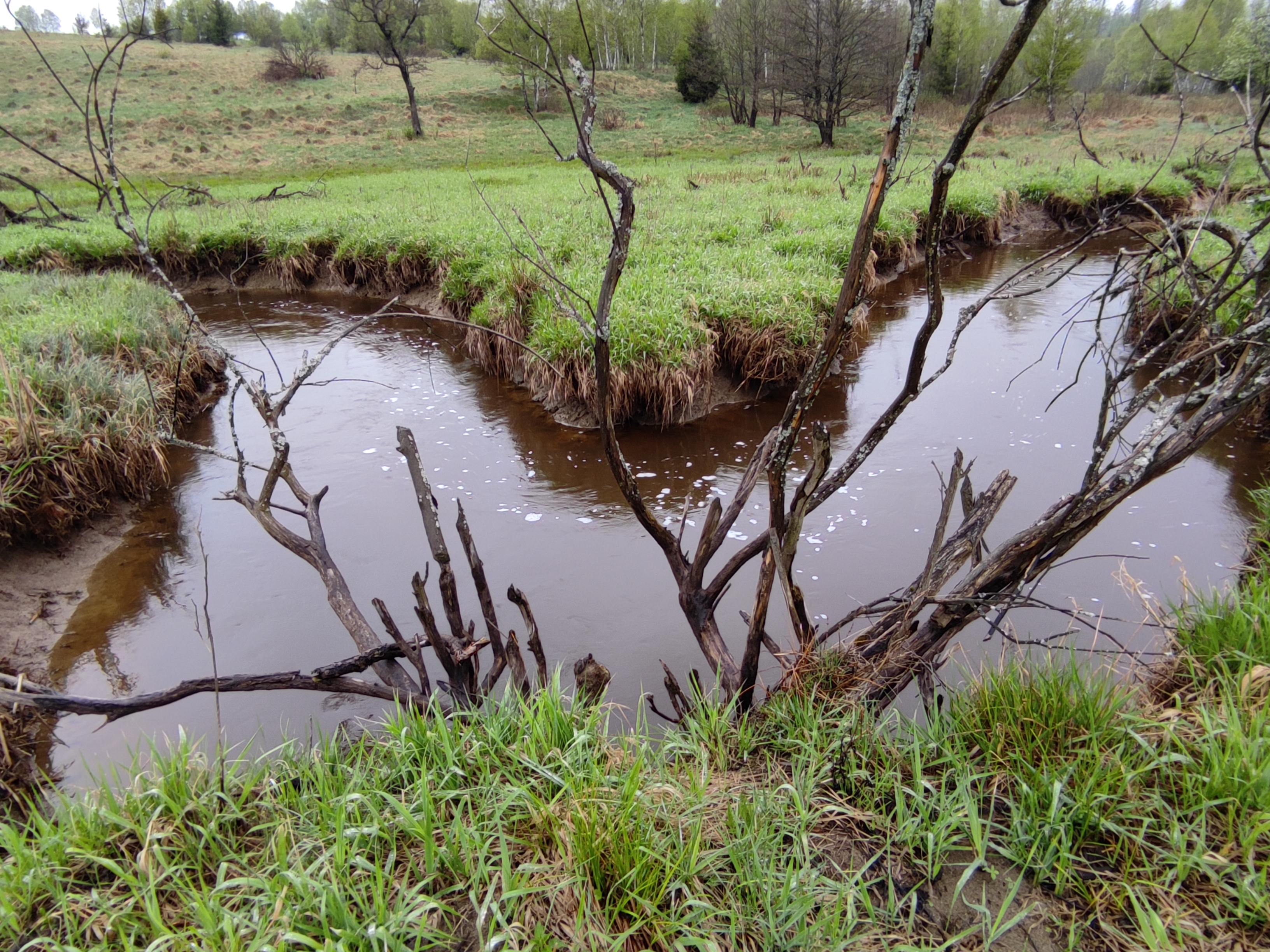
Meandry Plazského potoka u Dvoreckého mlýna